# Steppomitra hadacii
Steppomitra hadacii là một loài Rêu trong họ Funariaceae. Loài này được Vondr. mô tả khoa học đầu tiên năm 1965.